# Paris-Roubaix 1969
La 67e édition de la course cycliste Paris-Roubaix a eu lieu le 13 avril 1969 et a été remportée en solitaire par le Belge Walter Godefroot.

## Classement final
|    | Cycliste           | Équipe                           | Temps           |
| -- | ------------------ | -------------------------------- | --------------- |
| 1  | Walter Godefroot   | Flandria-De Clerck-Krueger       | 6 h 46 min 47 s |
| 2  | Eddy Merckx        | Faema                            | + 2 min 39 s    |
| 3  | Willy Vekemans     | Goldor-Hertekamp-Gerka           | + 2 min 39 s    |
| 4  | Felice Gimondi     | Salvarani                        | + 2 min 39 s    |
| 5  | Roger De Vlaeminck | Flandria-De Clerck-Krueger       | + 2 min 39 s    |
| 6  | Cees Zoontjens     | Caballero                        | + 10 min 25 s   |
| 7  | Cyrille Guimard    | Mercier-Hutchinson-BP            | + 10 min 39 s   |
| 8  | Patrick Sercu      | Faema                            | + 10 min 39 s   |
| 9  | Willy Bocklant     | Pull Over Centrale-Tasmanie-Novy | + 10 min 39 s   |
| 10 | Barry Hoban        | Mercier-Hutchinson-BP            | + 10 min 39 s   |